# Годин, Диего
Дие́го Робе́рто Годи́н Леа́ль (исп. Diego Roberto Godín Leal; род. 16 февраля 1986 года, Росарио) — уругвайский футболист, игравший на позиции защитника. Выступал за сборную Уругвая.
Карьера Година началась в одном из самых популярных клубов Уругвая «Серро», где Диего провёл три года, выступив в 63 матчах национального чемпионата, в которых ему удалось забить шесть голов. В 2006 году перебрался в один из сильнейших клубов страны — «Насьональ». Проведя в этом клубе всего сезон, а также став победителем Лигильи Уругвая, Годин переехал в Испанию, а конкретно — в «Вильярреал». Вместе с испанским клубом Годин впервые в истории занял второе место в высшем дивизионе, но никаких трофеев не выиграл. За три года в составе «жёлтой сумбарины» Годин провёл 116 матчей во всех турнирах, в которых уругвайцу удалось отличиться четырьмя забитыми голами. В августе 2010 года перешёл в другой испанский клуб — «Атлетико Мадрид», в составе которого защитник выступал с 2010 года по 2019 год. Вместе с «Атлетико» Диего стал чемпионом Испании, обладателем Кубка Испании, обладателем Суперкубка Испании, победителем Лиги Европы (дважды), обладателем Суперкубка УЕФА (трижды) и дважды выходил в финал Лиги чемпионов, но оба раза оказались для «Атлетико» неудачными, примечательно, что соперником «матрасников» и в том, и в другом финале был другой мадридский клуб — «Реал». В 2018 году стал капитаном «Атлетико», однако позже покинул мадридскую команду, перейдя сначала в «Интернационале», а потом в «Кальяри».
На уровне национальных сборных Годин выступает с 2005 года, представлял сборную Уругвая на трех чемпионатах мира, одном Кубке конфедераций и четырёх Кубках Америки, выиграв в 2011 году этот турнир. В 2015 году стал постоянным капитаном сборной. В 2016 году провёл сотый матч за сборную. 25 марта 2019 года в 126-й раз сыграл за национальную команду и стал рекордсменом сборной Уругвая по количеству матчей.

## Клубная карьера
Диего Годин начал заниматься футболом в Уругвае, а в возрасте 17 лет дебютировал в клубе «Серро», за который провёл три сезона, в которых сыграл 63 матча и забил 6 голов. В течение трёх сезонов ему удалось вырасти из игрока ротации в футболиста основного состава. Перед началом 2006 года Годин подписал контракт с «Насьоналем», где он отыграл один сезон. В начале августа 2007 года перешёл в «Вильярреал». 7 октября в матче против «Осасуны» он отличился забитым мячом, но «Вильярреал» всё равно потерпел поражение со счётом 2:3. В сезоне 2007/08 Диего провёл 24 матча в составе «жёлтой субмарины», позволив клубу завершить чемпионат на самой высокой строчке в таблице в своей истории: клубу удалось занять второе место. Примечательно, что по количеству пропущенных голов команда заняла второе место в Примере. В последующие сезоны Годин стал игроком основного состава, в основном играя в паре с аргентинцем Гонсало Родригесом, также являвшимся центральным защитником.
В августе 2010 года перешёл в «Атлетико Мадрид». Дебютировал в составе «Атлетико» в матче Суперкубка УЕФА против миланского «Интера», матч окончился со счётом 2:0 в пользу «матрасников», благодаря чему они смогли получить трофей. 1 ноября 2013 года Годин продлил контракт с клубом до 2018 года. В сезоне 2013/14 Годин отличился довольной высокой, как для защитника, результативностью — уругваец забил четыре мяча в ворота соперников, в том числе и в последнем матче сезона против «Барселоны» Годину удалось сравнять счёт. Ничья позволила «Атлетико» отпраздновать свой первый чемпионский титул за 18 лет. Неделю спустя, в финале Лиги чемпионов 2014 года против мадридского «Реала», уругвайский защитник вновь забил, выведя свою команду вперёд, но «Реал» в итоге одержал победу с разгромным счётом 4:1. В 2015 году Годин отверг предложение о трансфере от «Манчестер Сити», тренером которого тогда являлся Мануэль Пеллегрини, знакомый с игроком по работе в «Вильярреале». 28 октября 2017 года, в своём 315 матче за «Атлетико», Диего стал первым иностранным игроком в истории клуба, достигшим этой отметки проведённых матчей, опередив Луиса Амаранто Переа. 14 августа 2018 года стал новым капитаном «Атлетико». 7 мая 2019 года объявил об уходе из клуба по окончании сезона 2018/19.
1 июля 2019 года Диего Годин официально стал игроком итальянского «Интернационале» из Милана. Защитник перешёл на правах свободного агента. Контракт с итальянским клубом рассчитан до конца сезона 2021/22. В матче 2-готура Серии А против «Кальяри» Годин дебютировал за клуб, выйдя на замену вместо Антонио Кандревы на 79-й минуте матча. 21 августа 2020 года забил гол, сравняв счёт, в финале Лиги Европы, но это не спасло его команду от поражения. 24 сентября 2020 года перешёл в итальянский клуб «Кальяри», подписав контракт сроком на 3 года. Дебютировал в матче против «Аталанты», где сразу же отметился забитым мячом (2:5).
27 июля 2023 года Диего Годин официально объявил о завершении карьеры. 20 февраля 2024 года объявил о возобновлении карьеры и перешёл в уругвайский «Поронгос».

## Карьера в сборной
В 2005 году участвовал в составе сборной Уругвая до 20 лет на молодёжном первенстве континента. Он был столпом обороны и сыграл во всех 9 матчах сборной. После успешной игры за молодёжную сборную страны, был приглашён в национальную сборную. Дебют в национальной сборной Уругвая состоялся 26 октября 2005 года в товарищеском матче против сборной Мексики в Гвадалахаре. Был вызван на Кубок Америки в 2007 году. В 2010 году был вызван в качестве игрока своей национальной сборной на чемпионат мира в ЮАР. Свой первый матч на турнире провёл против сборной Франции (0:0), а также появился на поле ещё в четырёх матчах мундиаля, являясь одним из основных игроков своей сборной, дошедшей до полуфинала.
В 2011 году Диего Годин стал победителем Кубка Америки. На турнире он сыграл лишь в одном, финальном матче (вышел в конце встречи на замену), поскольку незадолго до старта турнира получил травму. Заменявший Година по ходу турнира Себастьян Коатес был признан лучшим молодым игроком Кубка Америки. В 2012 году Годин в двух матчах подряд забил голы в ворота своей же сборной. В игре отборочного турнира к чемпионату мира 2014 года, 2 июня, при счёте 1:0 его автогол лишил «Селесте» двух потенциальных очков. В следующем матче, сыгранном 10 июня, при счёте 2:0, Годин отправил мяч в сетку собственных ворот на 40-й минуте, а уже во втором тайме, на 48-й минуте, именно он опекал Паоло Герреро, когда тот сравнял счёт. Однако уругвайцы, несмотря на незабитый Диего Форланом пенальти на 55-й минуте, сумели выиграть 4:2. На чемпионате мира 2014 в Бразилии, забил единственный мяч в ворота сборной Италии на 81 минуте и принёс минимальную победу Уругваю, тем самым выведя её в 1/8 финала чемпионата. Со второго матча этого турнира, из-за травмы основного капитана команды Диего Лугано, Годин стал капитаном сборной Уругвая на оставшиеся матчи турнира. По итогам 2014 года был признан вместе со своим партнёром по «Атлетико» Хосе Марией Хименесом лучшим футболистом Уругвая. В мае 2015 года, в процессе подготовки и объявления составов на проходящий немногим позже Кубок Америки, Годин был назначен капитаном национальной сборной на постоянной основе. В матче Кубка Америки 2016 года против сборной Венесуэлы Годин провёл свой сотый матч за сборную. Был включён в состав сборной и на Кубок Америки 2021.

## Статистика выступлений

### Клубная статистика
| Выступление      | Выступление      | Выступление      | Лига | Лига | Кубок страны | Кубок страны | Еврокубки | Еврокубки | Итого | Итого |
| Клуб             | Лига             | Сезон            | Игры | Голы | Игры         | Голы         | Игры      | Голы      | Игры  | Голы  |
| ---------------- | ---------------- | ---------------- | ---- | ---- | ------------ | ------------ | --------- | --------- | ----- | ----- |
| Серро            | Примера          | 2003             | 2    | 0    | 0            | 0            | —         | —         | 2     | 0     |
| Серро            | Примера          | 2004             | 14   | 0    | 1            | 0            | —         | —         | 15    | 0     |
| Серро            | Примера          | 2005             | 17   | 1    | 0            | 0            | —         | —         | 17    | 1     |
| Серро            | Примера          | 2005/06          | 30   | 5    | 0            | 0            | —         | —         | 30    | 5     |
| Серро            | Итого            | Итого            | 63   | 6    | 1            | 0            | —         | —         | 64    | 6     |
| Насьональ        | Примера          | 2006/07          | 26   | 0    | 4            | 0            | 16        | 2         | 46    | 2     |
| Насьональ        | Итого            | Итого            | 26   | 0    | 4            | 0            | 16        | 2         | 46    | 2     |
| Вильярреал       | Примера          | 2007/08          | 24   | 1    | 3            | 0            | 7         | 0         | 34    | 1     |
| Вильярреал       | Примера          | 2008/09          | 31   | 0    | 0            | 0            | 7         | 0         | 38    | 0     |
| Вильярреал       | Примера          | 2009/10          | 36   | 3    | 2            | 0            | 6         | -         | 44    | 3     |
| Вильярреал       | Итого            | Итого            | 91   | 4    | 5            | 0            | 20        | 0         | 116   | 4     |
| Атлетико Мадрид  | Примера          | 2010/11          | 25   | 0    | 1            | 1            | 4         | 1         | 30    | 2     |
| Атлетико Мадрид  | Примера          | 2011/12          | 27   | 2    | 1            | 0            | 13        | 1         | 41    | 3     |
| Атлетико Мадрид  | Примера          | 2012/13          | 35   | 1    | 5            | 0            | 2         | 0         | 42    | 1     |
| Атлетико Мадрид  | Примера          | 2013/14          | 34   | 4    | 7            | 2            | 10        | 2         | 51    | 8     |
| Атлетико Мадрид  | Примера          | 2014/15          | 34   | 3    | 5            | 0            | 9         | 1         | 48    | 4     |
| Атлетико Мадрид  | Примера          | 2015/16          | 31   | 1    | 3            | 0            | 12        | 0         | 46    | 1     |
| Атлетико Мадрид  | Примера          | 2016/17          | 31   | 3    | 5            | 0            | 11        | 0         | 47    | 3     |
| Атлетико Мадрид  | Примера          | 2017/18          | 30   | 0    | 3            | 1            | 12        | 0         | 45    | 1     |
| Атлетико Мадрид  | Примера          | 2018/19          | 30   | 3    | 2            | 0            | 7         | 1         | 39    | 4     |
| Атлетико Мадрид  | Итого            | Итого            | 277  | 17   | 32           | 4            | 80        | 6         | 389   | 27    |
| Интернационале   | Серия А          | 2019/20          | 23   | 1    | 2            | 0            | 11        | 1         | 36    | 2     |
| Интернационале   | Итого            | Итого            | 23   | 1    | 2            | 0            | 11        | 1         | 36    | 2     |
| Кальяри          | Серия А          | 2020/21          | 18   | 1    | 0            | 0            | 0         | 0         | 18    | 1     |
| Кальяри          | Итого            | Итого            | 18   | 1    | 0            | 0            | 0         | 0         | 18    | 1     |
| Всего за карьеру | Всего за карьеру | Всего за карьеру | 498  | 29   | 42           | 4            | 116       | 8         | 656   | 41    |

### Список голов за сборную
| # | Дата            | Место                                        | Противник           | Результат | Счет | Соревнование                       |
| - | --------------- | -------------------------------------------- | ------------------- | --------- | ---- | ---------------------------------- |
| 1 | 27 мая 2006     | Райко Митич, Белград, Сербия                 | Сербия и Черногория | 1:1       | 1:1  | Товарищеский матч                  |
| 2 | 16 августа 2006 | Александрийский стадион, Александрия, Египет | Египет              | 0:1       | 0:2  | Товарищеский матч                  |
| 3 | 18 октября 2006 | Сентенарио, Монтевидео, Уругвай              | Венесуэла           | 1:0       | 4:0  | Товарищеский матч                  |
| 4 | 24 июня 2014    | Арена дас Дунас, Натал, Бразилия             | Италия              | 0:1       | 0:1  | ЧМ-2014. Групповой этап            |
| 5 | 8 октября 2015  | Эрнандо Силес, Ла-Пас, Боливия               | Боливия             | 0:1       | 0:2  | Квалификация ЧМ-2018               |
| 6 | 13 октября 2015 | Сентенарио, Монтевидео, Уругвай              | Колумбия            | 1:0       | 3:0  | Квалификация ЧМ-2018               |
| 7 | 17 ноября 2015  | Сентенарио, Монтевидео, Уругвай              | Чили                | 1:0       | 3:0  | Квалификация ЧМ-2018               |
| 8 | 5 июня 2016     | Юниверсити оф Финикс Стэдиум, Глендейл, США  | Мексика             | 1:1       | 1:3  | Кубок Америки 2016. Групповой этап |

## Достижения

### Командные
«Атлетико Мадрид»
- Чемпион Испании: 2013/14[47]
- Вице-чемпион Испании (3): 2007/08, 2017/18, 2018/19
- Обладатель Кубка Испании: 2012/13[48]
- Обладатель Суперкубка Испании: 2014
- Победитель Лиги Европы (2): 2011/12[49], 2017/18[50]
- Обладатель Суперкубка УЕФА (3): 2010[17], 2012[51], 2018[52]
- Финалист Лиги чемпионов УЕФА (2): 2013/14[53], 2015/16

«Интернационале»
- Вице-чемпион Италии: 2019/20
- Финалист Лиги Европы: 2019/20

«Атлетико Минейро»
- Обладатель Суперкубка Бразилии: 2022
- Победитель Лиги Минейро: 2022

Сборная Уругвая
- Обладатель Кубка Америки: 2011[54]

### Личные
- Футболист года в Уругвае: 2014 (вместе с Хосе Марией Хименесом), 2015
- Рекордсмен сборной Уругвая по числу сыгранных матчей (на 18 ноября 2019 года — 135 игр)
- Игрок месяца Ла Лиги (2): апрель 2014[55], май 2014[56]
- Входит в состав символической сборной чемпионата Испании (2): 2013/14[57], 2015/16[58]
- Входит в состав символической сборной Лиги чемпионов УЕФА (3): 2013/14[59], 2015/16[60], 2016/17[61]
- Входит в состав символической сборной группового этапа Лиги чемпионов УЕФА: 2015[62]
- Входит в состав символической сборной Лиги Европы УЕФА: 2017/18[63]
- Лучший защитник чемпионата Испании: 2015/16[58]
- Входит в состав символической сборной чемпионата мира: 2018[64]